# Joanna Antyda Thouret
Joanna Antyda Thouret (ur. 27 listopada 1765 w Sancey-le-Long, zm. 24 kwietnia 1826 w Neapolu) – francuska zakonnica, założycielka Sióstr Miłosierdzia, Święta Kościoła katolickiego.

## Życiorys
Urodziła się w rodzinie wielodzietnej. W 1780 roku, kiedy miała 15 lat, zmarła jej matka, i odtąd Joanna zaopiekowała się rodzeństwem. W 1787 roku wstąpiła do zgromadzenia Córek Miłosierdzia. Podczas rewolucji francuskiej, uciekła ze zgromadzenia. Pomagała biednym, a także otworzyła szkołę i uczyła dzieci katechizmu. W 1792 roku została brutalnie pobita po tym jak odmówiła złożenia przysięgi konstytucyjnej. Rok później podupadła na zdrowiu i przyjęła ostatnie namaszczenie wraz z ostatnią komunią, jednak po tym ozdrowiała.
W 1794 roku rozpoczęła pracę w Sancey w roli pielęgniarki i nauczycielki. Mając 31 lat w 1796 roku wyjechała do Szwajcarii, gdzie wstąpiła do zgromadzenia Sióstr Odosobnienia. Po paru latach wróciła do Francji i założyła zgromadzenie Sióstr Miłosierdzia. W 1810 roku udała się do Neapolu, aby uzyskać aprobatę papieską dla swojej działalności zakonnej, która otrzymała dziesięć lat później. Nie uznał jej arcybiskup Besançon, gdzie prowadziła jedną ze swoich aktywności ewangelizacyjnych oraz niesienia posługi dzieciom, chorym i ubogim. Z tego też powodu Joanna ponownie udała się do Neapolu, gdzie przebywała aż do swojej śmierci.
Zmarła w 1826 roku, mając 61 lat w opinii świętości.
Została beatyfikowana przez papieża Piusa XI, w 1926 roku, a kanonizowana również przez Piusa XI, w 1934 roku.